# Mammillaria backebergiana
Mammillaria backebergiana là một loài thực vật có hoa trong họ Cactaceae. Loài này được F.G. Buchenau mô tả khoa học đầu tiên năm 1966.

## Hình ảnh

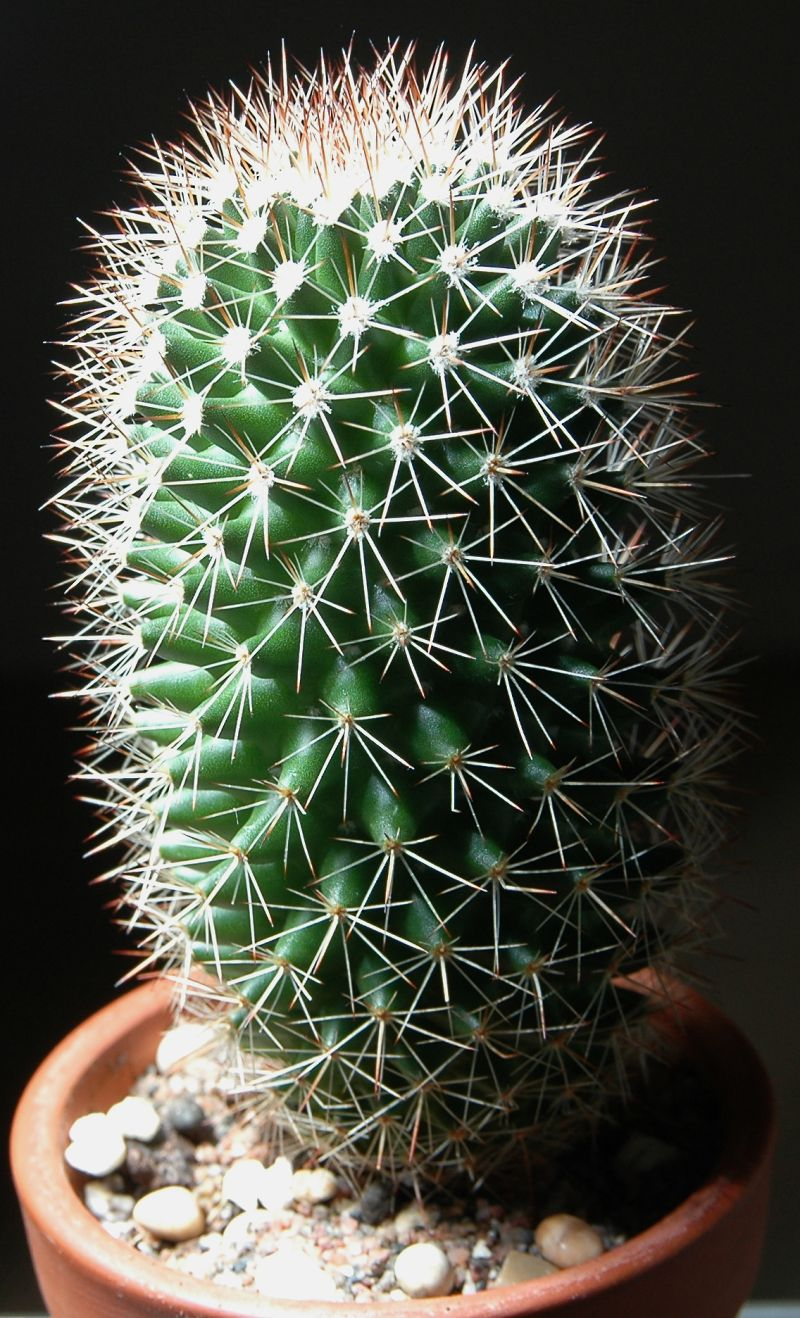
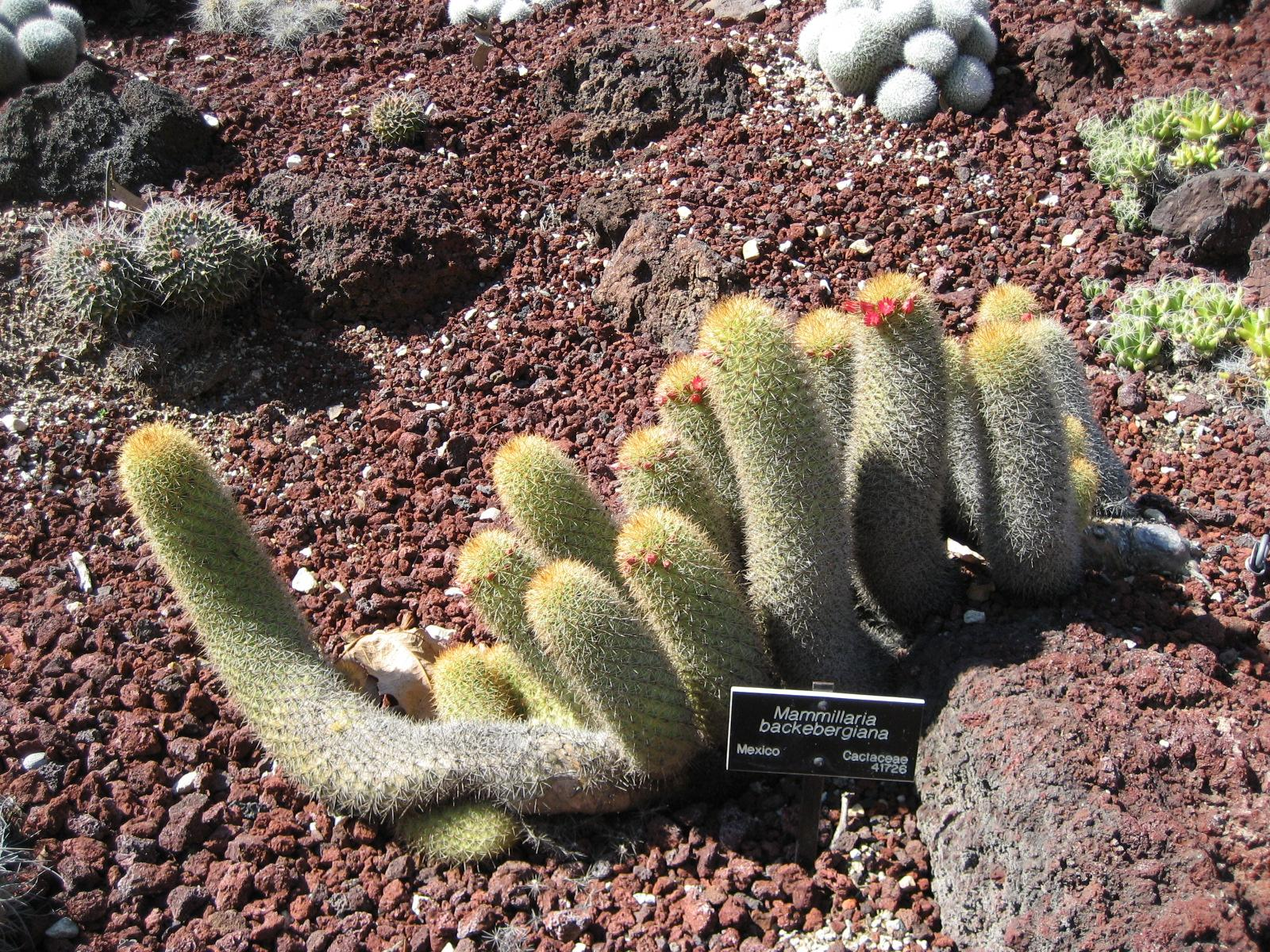